# 朝北醫院
朝北醫院，為日治時期的一座醫院，為當時萬華地區的著名醫院，並有「北仁安南朝北」的說法，為一棟兩層樓的西方歷史式樣建築，位於現今台北市萬華區。醫院結束營業後，曾有印刷廠、餐廳、個人工作室進駐。2002年列為列冊追蹤建築，2016年1月29日指定為台北市市定古蹟，2018年開始整修。

## 簡介
李朝北為朝北醫院的院長，曾兼職林本源博愛醫院院長，從醫50多年。看診科別包含內科、兒科、耳鼻科、皮膚科、婦產科、外傷縫合等。其生平如下：
- 1893年，李氏出生
- 1919年，畢業於臺灣總督府醫學院（台大醫學院），畢業後於台北醫院任職二年
- 1921年，向台灣遞信協會購入此建築，開設朝北醫院
- 1928年，成為台灣醫學士
- 1936年至1939年，任台北市會議員，為日治時期第一屆民選議員

## 建築特色
建物轉角立面的洗石子裝飾及泥塑裝飾精緻，立面類似吊筒的垂花裝飾，源自閩南建築的傳統裝飾，極具特色。